# Kerbach

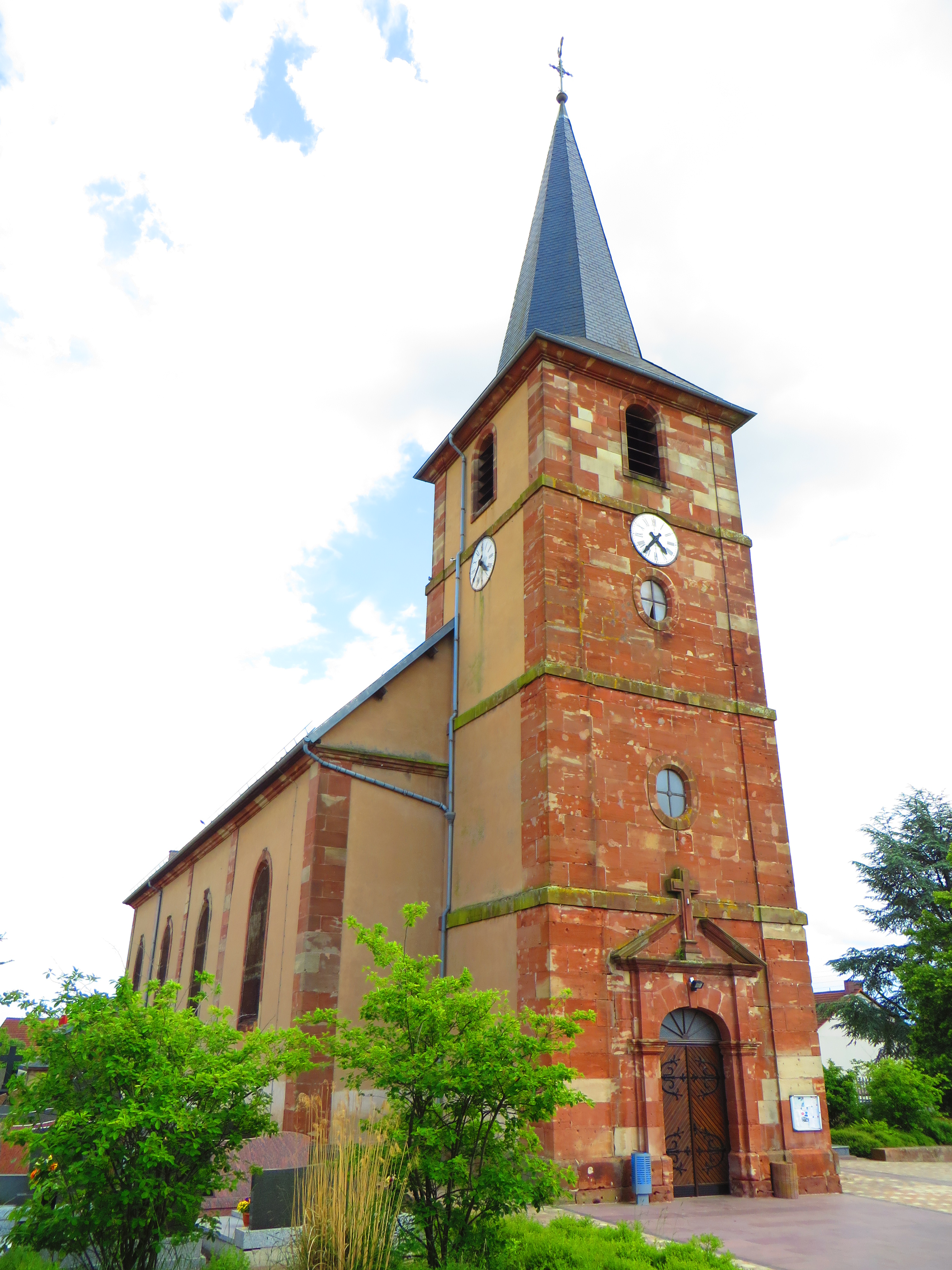
Kirche St. Remigius (Saint-Remi)

Kerbach ist eine französische Gemeinde mit 1223 Einwohnern (Stand 1. Januar 2022) im Département Moselle in der Region Grand Est (bis 2015 Lothringen). Sie gehört zum Arrondissement Forbach-Boulay-Moselle, zum Kanton Stiring-Wendel und zum Gemeindeverband Forbach Porte de France.

## Geographie
Das kleine Dorf liegt in Lothringen, 69 Kilometer östlich von Metz und vier Kilometer südöstlich von Forbach, am  Woschbach, sowie fünf Kilometer von der Grenze zum Saarland entfernt.

## Geschichte
Ältere  Ortsbezeichnungen sind  Kerpach (1257), Gyrperes (1262), Kirperch (1277), Kerbanck (1577), Kirbach (1594) und Kerpachen (1668).
Die Ortschaft gehörte früher zum Herzogtum Lothringen und der Herrschaft Forbach im Heiligen Römischen Reich. Als in der zweiten Hälfte des 13. Jahrhunderts Theoderich, Graf von Rixingen, die Herrschaft Forbach besaß, überließ dieser dem Kapitel des Kollegiatstifts St. Stephanus zu Oberhomburg durch eine Urkunde vom 18. Februar 1257 das Patronatsrecht über die Kirche zu Kerbach. Die Dorfkirche war anschließend bis 1770 Mutterkirche von Forbach und damit auch der Heilig-Kreuz-Kapelle dort.
Durch den Frankfurter Frieden vom 10. Mai 1871 kam das Gebiet an das deutsche Reichsland Elsaß-Lothringen, und das Dorf wurde dem Kreis Forbach im Bezirk Lothringen zugeordnet. Die Dorfbewohner betrieben Getreidebau und Viehzuch; in der Ortschaft gab es zwei Mühlen, eine Ölmuhle, und es wurden Seidenarbeiten verrichtet.
Nach dem Ersten Weltkrieg musste das Gebiet aufgrund der Bestimmungen des Versailler Vertrags 1919 an Frankreich abgetreten werden. Im Zweiten Weltkrieg war die Region von der deutschen Wehrmacht besetzt, und das Dorf stand bis 1944 unter deutscher Verwaltung.

### Bevölkerungsentwicklung
| Jahr      | 1962 | 1968 | 1975 | 1982 | 1990 | 1999 | 2009 | 2019 |
| Einwohner | 506  | 557  | 597  | 842  | 911  | 977  | 1183 | 1199 |

## Sehenswürdigkeiten
- Kirche St. Remigius (Saint-Remi) von 1735